# 한일 우정의 해 2005
1965년에 대한민국과 일본의 국교 정상화 40주년이 되는 것을 기념하여, 2003년 6월, 대한민국의 노무현 대통령과 일본의 고이즈미 준이치로 총리 간의 정상회담에서 공동선언문을 통해 2005년을 한일 우정의 해 2005로 지정하였다. 문화, 예술, 학술, 스포츠 등 다양한 분야에서 각종 행사를 공동으로 개최하였다.
캐치프레이즈는 “나가자 미래로, 다같이 세계로 (일본어: 進もう未来へ、一緒に世界へ 영어: Toward the Future, Into the World)”이다.